# Cerro Negro (vulkaan)

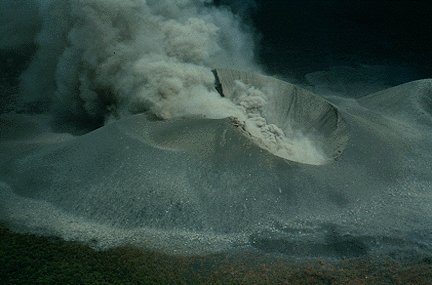
Tijdens een uitbarsting in 1948 is de karakteristieke zwarte kleur van de Cerro Negro te zien.

De Cerro Negro is een zeer jonge vulkaan in Nicaragua, met een hoogte van 728 meter. De vulkaan is ontstaan in 1850 en bestaat uit een eenvoudige vulkaankegel die sterk contrasteert met de omliggende heuvels. Daaraan dankt de vulkaan ook zijn naam: Cerro Negro betekent Zwarte heuvel.
Sinds zijn ontstaan in 1850 is de vulkaan regelmatig actief geweest; opvallend is dat de top van de vulkaan alleen as uitstoot, terwijl er lava vrijkomt uit breuklijnen bij de basis.
Het is de actiefste vulkaan van het land. De meest recente eruptie vond plaats in 1999; in 2004 was er zeer sterke seismische activiteit maar volgde geen uitbarsting.
De berg maakt deel uit van de bergketen Cordillera Los Maribios. Anderhalve kilometer ten zuidoosten van de vulkaan ligt de vulkaan Las Pilas en ongeveer zes kilometer naar het noordwesten ligt de vulkaan Rota.